# 193. jadralni pehotni polk (ZDA)
Za druge 193. polke glej 193. polk.
193. jadralni pehotni polk (izvirno angleško 193rd Glider Infantry Regiment; kratica 193. GIR) je bila zračnopristajalna enota Kopenske vojske Združenih držav Amerike.

## Zgodovina
Polk je bil ustanovljen 15. aprila 1943 v Camp Mackallu in dodeljen 17. zračnoprevozni diviziji. Marca 1944 je bil premeščen v Camp Forrest, avgusta 1944 je prispel v Anglijo in decembra istega leta v Francijo. Razpuščen je bil 1. marca 1945; moštvo so dodelili 194. jadralnemu pehotnemu polku.